# Fischbach (Clervaux)
Fischbach es una localidad perteneciente a la comuna de Clervaux, en el cantón de Clervaux, Luxemburgo.

## Geografía
Se encuentra a una altitud de 511,04 m s. n. m.

## Demografía
Hasta febrero de 2024 la población era de 133 habitantes.
| Gráfica de evolución demográfica de Fischbach entre 1981 y 2024 |
|                                                                 |
| Datos según City Population y Clervaux.lu.                      |